# بانک لومی

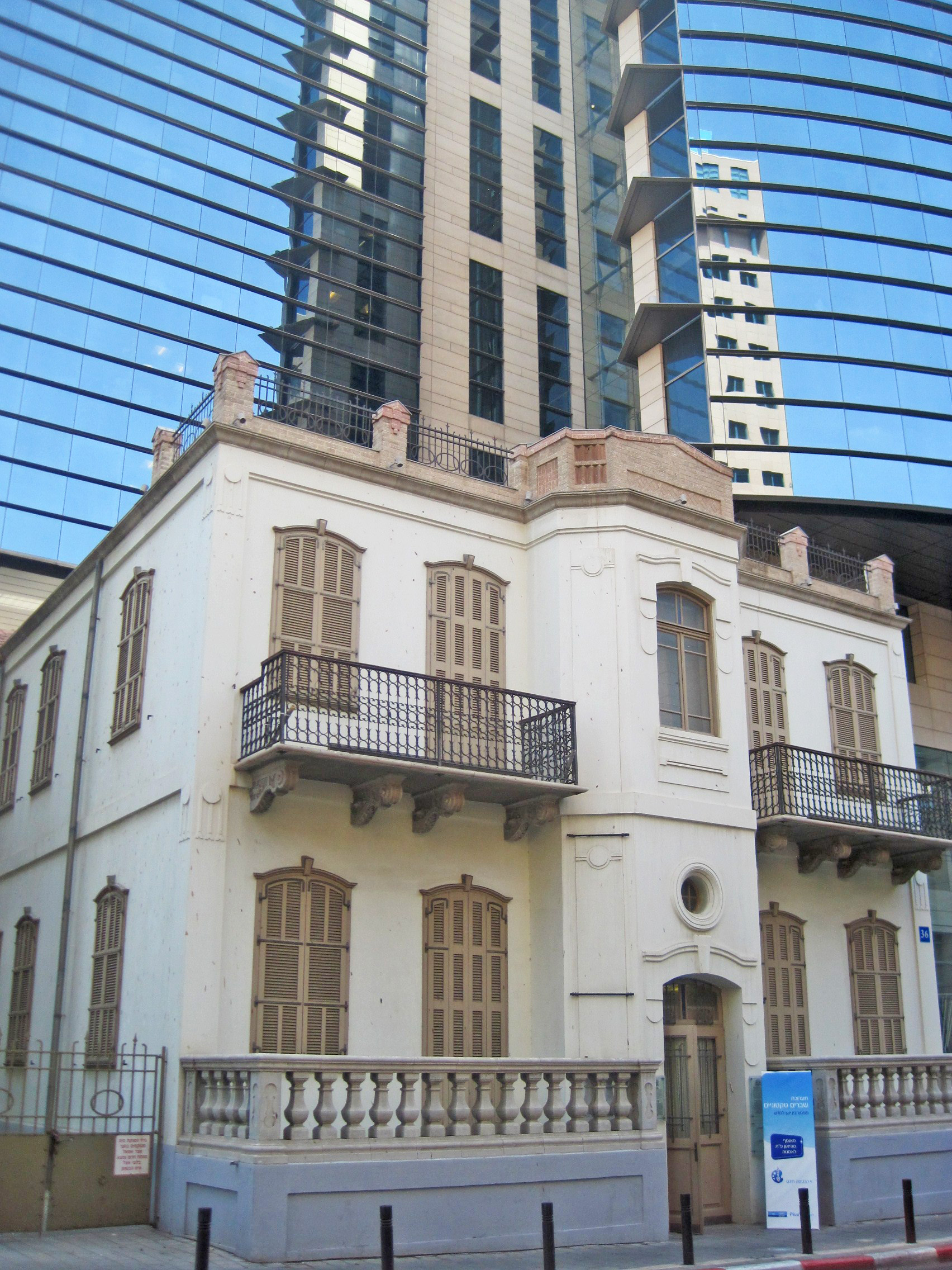
شعبه مرکزی بانک لومی در شهر تل‌آویو

بانک لومی (به عبری: בנק לאומי) شرکت خدمات مالی و بانکداری اسرائیلی است، که در زمینه ارائه خدمات بانکداری خرد و بانکداری شرکتی، بانکداری سرمایه‌گذاری و بانکداری اختصاصی، مبادله اوراق بهادار، سهام اختصاصی و ارائه خدمات کارت‌های اعتباری فعالیت می‌کند.
بانک لومی در سال ۱۹۰۲ در شهر لندن، بریتانیا و تحت نام آنگلو فلسطین کمپانی تأسیس شد و در حال حاضر بزرگترین بانک اسرائیل محسوب می‌شود، که خدمات خود را در ۲۰ کشور جهان عرضه می‌کند.
شعبه مرکزی این بانک در شهر تل‌آویو، اسرائیل قرار دارد و بخشی از سهام آن در بازار بورس تل‌آویو معامله می‌شود.